# フィブロイン
フィブロイン（英: fibroin）とは、繊維状のタンパク質の一種で、昆虫とクモ類の繭糸を構成し、その70%を占める。カイコの絹糸の主要成分である。分子量約37万で、大小2つのサブユニットからなる。希酸、タンパク質分解酵素等に安定。グリシン、アラニン、セリン、チロシンを多く含み、この4つで全アミノ酸の90%近くを占める。CAS登録番号は9007-76-5。

## アミノ酸組成と構造
フィブロインは10数種類のアミノ酸が交互に連結してできており、約35%がグリシン、約27%がアラニンで占め、ほかにセリン、チロシンの割合が高いという特徴を持っている。他の多くのタンパク質と比較しても、これら側鎖の小さいアミノ酸が90%にも及ぶ高い比率で含まれている例はなく、この特徴がシルクの強さを支えている。
フィブロインの分子量は35-37万であり、1本の分子は3500-4000個のアミノ酸が長い鎖のようにつながっている。通常は分子量1万以上を高分子と分類しており、フィブロインの分子量は非常に大きいといえる。
また、フィブロインは分子が緻密で規則正しく並んだ結晶性の部分と、不規則で緩いつながりの非結晶性の部分からなり、結晶部分が全体に占める割合（結晶化度）は約40-50%といわれている。これらの割合がシルクの引っ張りや伸び、吸水性、染色性と深い関係があると考えられている。フィブロインの場合は、結晶性部分はグリシン、アラニン、セリンなどの小さな側鎖を持つアミノ酸で形成され、非結晶性部分はチロシンなどの比較的大きな側鎖を持つアミノ酸を含むことが知られている。

## 特性
カイコが吐糸してできる繊維状のフィブロインを分解すると、さらに微細なフィブリルという繊維となり、これはミクロフィブリルと呼ばれている。ミクロフィブリルは、その中にきわめて微細な空隙を残した分子構造を持つ。フィブロインの分子は、イオン結合、静電結合、水素結合といった互いに引き合う性質を持つ部分があるため、分子が束になる力が強い。その力はレーヨンやナイロンの1.7倍に及び、引っ張って切れるまでの強さは同じ太さの鋼鉄の強さ（44-48kg/mm2）にも匹敵するといわれている。また適度な結晶化度があるため、繊維に腰を与えている。
また、フィブロインは多孔質なため、分子量の小さな空気や蒸気などは通すが、分子量の大きな水滴は通さず、そのため通気性や透湿性を保ちながら防水性も備え、同時に多孔質の異型断面構造となっていることから、光を乱反射し、光沢を生み出している。
さらに、人体との親和性も高く、厳密にいえば人と同じ組成ではないが、フィブロインは生体が馴染みやすく、細胞が再生しやすいという特性がある。

## 応用分野
シルクは見た目の美しさだけでなく、通気性や透湿性といった機能性に優れ、着心地、触り心地がよいことから、高級素材として古くから衣料分野に利用されてきた。しかし近年、シルクの主成分であるフィブロインが10数種類のアミノ酸で構成されているタンパク質であることから、その特性を活かして非衣料分野での応用が増えている。
特に、最近開発が進んでいるのが、食べるシルクである。パウダー状のものから錠剤まで、さまざまなフィブロインの栄養補助食品が開発されている。フィブロインの成分で最も多いグリシンは、コラーゲンや天然保湿因子の原料になる他、神経を静める作用、目覚めがよくなる作用、あるいはコレステロール値の抑制や免疫力の向上などの働きがあることが知られている。また、アラニンは、グリシン同様、コラーゲンや天然保湿因子の原料になる他、体内でエネルギーに変わるとともに、疲れにくく、肝機能をサポートする働き、体脂肪を分解する働きも認められている。さらに、セリンは表皮や爪、髪をつくるシステインの基でもある。こうしたフィブロインに含まれるアミノ酸に着目し、美容と健康のサポートを目的とした栄養補助食品の実用化が進んでいるのである。
食品化については、かねてからフィブロインの分子量が大きいことから消化吸収に課題があるといわれてきた。しかしながら酵素分解法など、より安全にアミノ酸やオリゴペプチドという低分子化することが可能な技術も確立され、消化吸収という課題も克服されている。
さらに、生体に馴染みやすく、細胞が再生しやすいことから、生体適合性に優れたフィブロイン膜を使った人工皮膚なども研究されており、実用化も近いといわれている。
2010年4月には、岩手大学との共同研究により、「カイコシルクパウダーペプチドにおけるLC-MS/MSならびにアンチエイジング機能の解析」という論文が発表されており、フィブロインにおける今後の可能性が広がっている。